# Lobberich
Lobberich ist ein Stadtteil der Stadt Nettetal im Kreis Viersen in Nordrhein-Westfalen. Lobberich war bis Mitte des 20. Jahrhunderts in vielen Ländern der Welt für seine Samt- und Seidenproduktion bekannt. Zu Lobberich gehören die Ortschaften Sassenfeld, Dyck und Nieder- und Oberbocholt (mit Burg).

## Geschichte
Die älteste erhaltene Urkunde, in der Lobberich erwähnt wird, wurde um das Jahr 988 ausgefertigt. Mit ihr übertrug Erzbischof Everger von Köln unter anderem die Kirche zu Lubbruch dem Bischof Notker von Lüttich.
Lobberich gehörte ursprünglich zum Amt Krickenbeck im Oberquartier des Herzogtums Geldern. Der Ostteil des Oberquartiers fiel 1713 an Preußen und wurde 1798 von Frankreich annektiert. Lobberich bildete nun eine Mairie nach französischem Vorbild und gehörte zum Kanton Wankum im Arrondissement Kleve des Rur-Departements. Nachdem 1814 der gesamte Niederrhein preußisch wurde, kam Lobberich 1816 zum neuen Kreis Kempen. Aus der Mairie Lobberich der Franzosenzeit wurde die preußische Bürgermeisterei Lobberich.
Aktenkundig begann die Lobbericher Textilindustrie 1802 mit der Samtbandfabrik Heithausen. 1880 wurde bei Niedieck der erste ganzmechanische Webstuhl in Betrieb genommen; er bescherte einen großen Wettbewerbsvorteil. Niedieck beschäftigte in den Jahren 1970 bis 1975 über 1000 Mitarbeiter. 1868 wurde die Bahnstrecke Kempen–Venlo eröffnet, 1999 geschlossen. Während des Zweiten Weltkrieges war in der Gemeinde eine Flak-Abteilung der Luftwaffe stationiert. Am 2. März 1945 wurde Lobberich nach Artilleriebeschuss im Zuge der Operation Grenade von der Eighth United States Army besetzt.
Nur sechs Jahre nach der Verleihung der Stadtrechte 1964 wurde im Zuge der kommunalen Neugliederung aus den Städten Lobberich und Kaldenkirchen sowie den Gemeinden Breyell, Hinsbeck und Leuth am 1. Januar 1970 die neue Stadt Nettetal gebildet.
Nach dem Zweiten Weltkrieg gewann die Metallindustrie Bedeutung durch die Sanitärarmaturen- und Vergaserproduktion bei „Rokal Armaturen GmbH“. Rokal produzierte auch Modelleisenbahnen der Spur TT (12 mm) und wurde später von Pierburg, einem Zulieferer der Automobilindustrie, übernommen. Pierburg gab 2014/15 seinen Standort Lobberich auf und zog nach Neuss (→ Rheinmetall Automotive).
Mitte Mai 2011 kaufte das niederländische Unternehmen Laarakkers das Gelände der 2004 insolvent gewordenen ehemaligen Samtweberei Niedieck. Laarakkers ließ das Niedieck-Gebäude abreißen und baute dort Wohnungen, kleinteilige Gewerbeflächen und Gebäude für Dienstleistungsfirmen.

## Sehenswürdigkeiten
- mehrere Kirchen (die doppeltürmige katholische Pfarrkirche St. Sebastian, im Jahre 1893 errichtet, ist die drittgrößte Kirche im Bistum Aachen)
- Wasserturm Lobberich auf den Seiten des Heimatvereins Lobberland e. V.
- Burg Bocholt und Burg Ingenhoven
- Marienhospital (eröffnet 1885) mit Kapelle (Sassenfelder Kirchweg)[13].

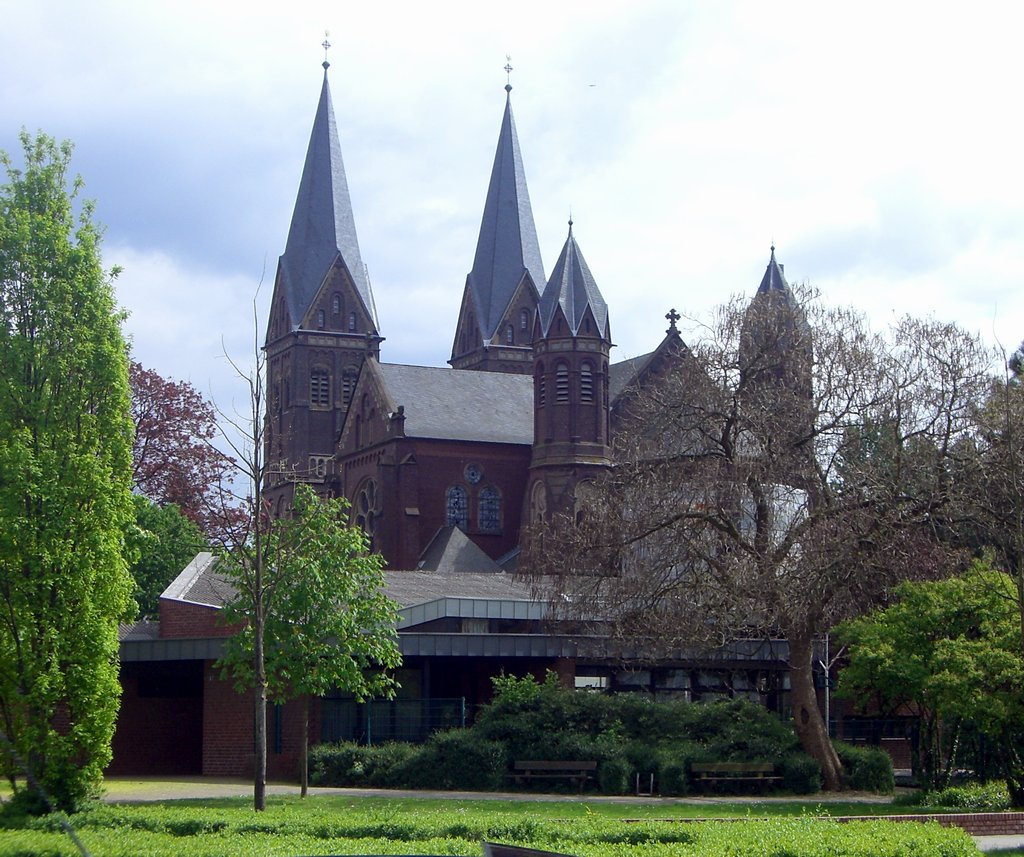
St. Sebastian
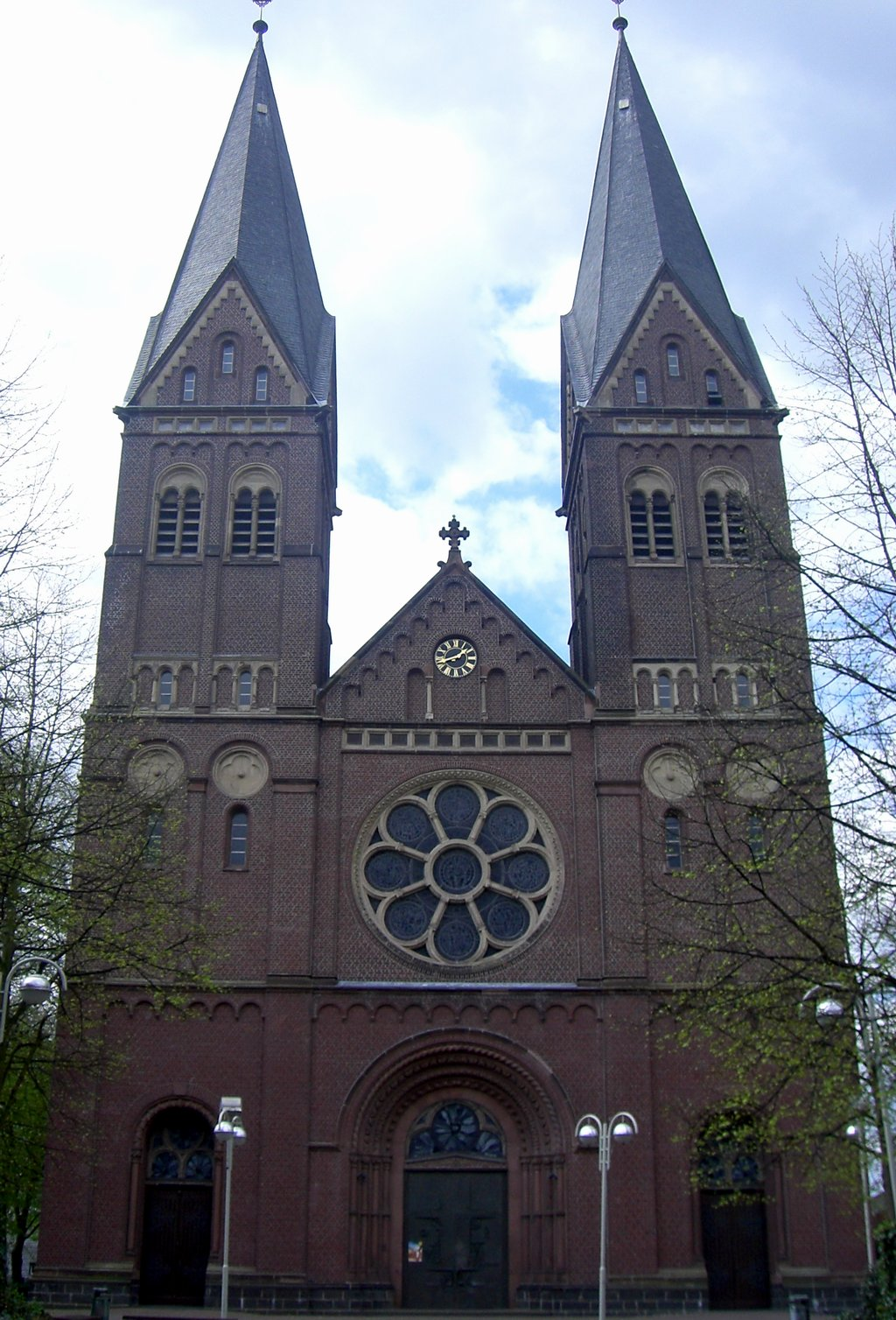
St. Sebastian
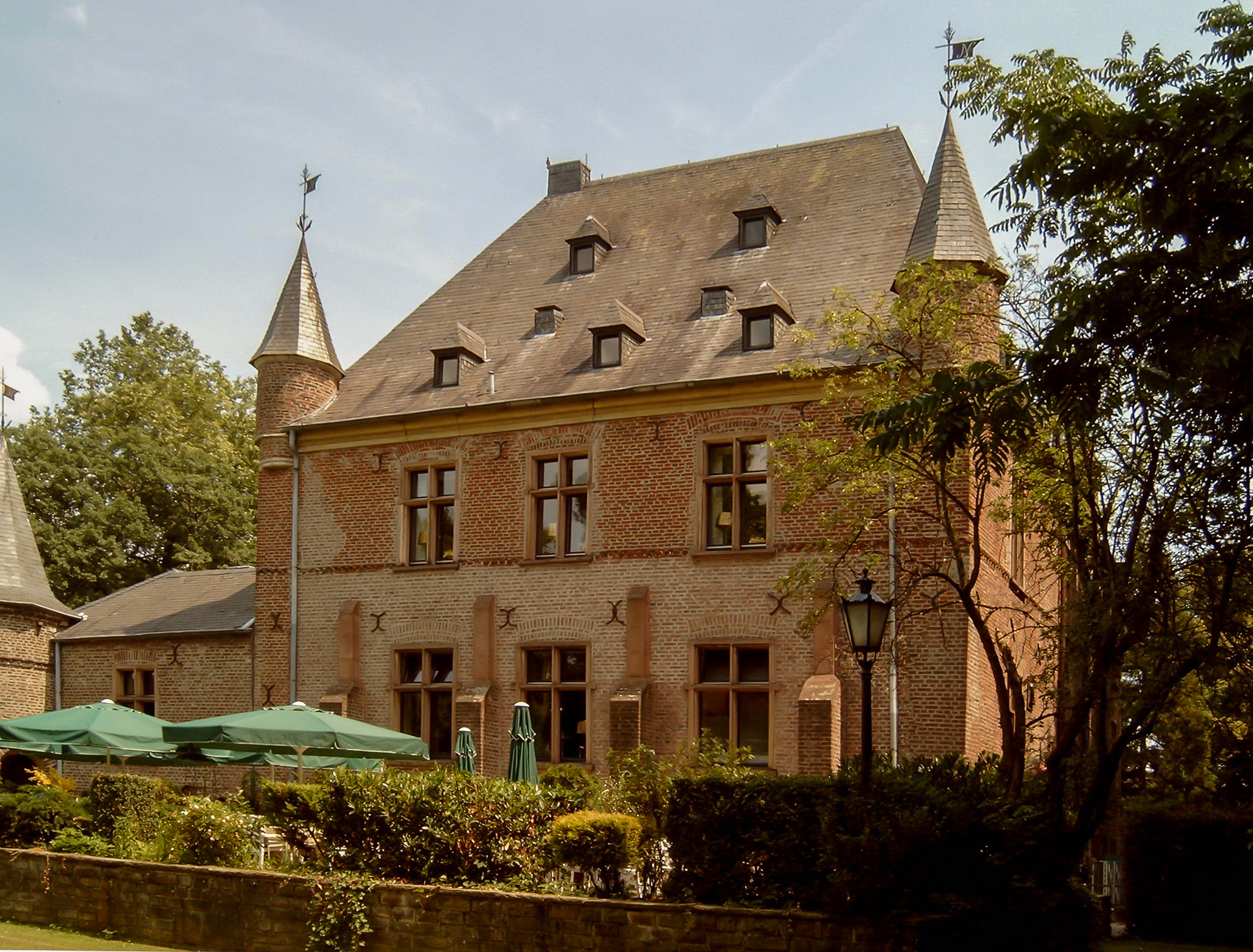
Burg Ingenhoven
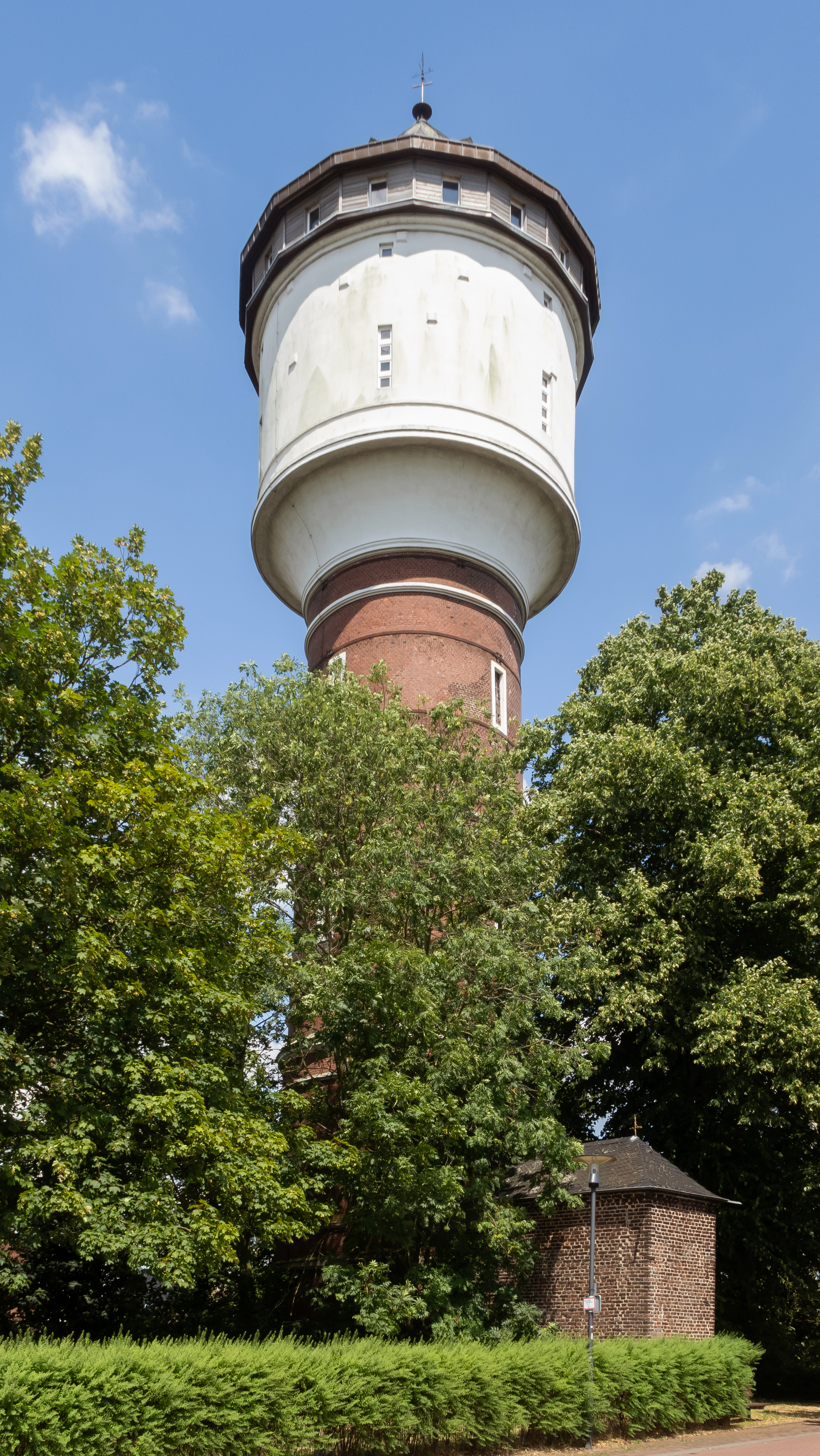
Wasserturm

## Sonstiges
Die Samtproduktion machte Lobberich wohlhabender als die umliegenden Gemeinden. Deren Bewohner sagten den Lobberichern Wichtigtuerei und Überheblichkeit nach und verwendeten dafür den Begriff „Lobbricker Wenk“. Wenkbüll ist die mundartliche Bezeichnung für Lobbericher (Ur-)Einwohner, was „Windbeutel“ bedeutet.

## Persönlichkeiten
- Jacob Reiners (1828–1907), Porträt-, Genre- und Landschaftsmaler
- Leo Anton Carl de Ball (1853–1916), Astronom
- Heribert Reiners (1884–1960), Kunsthistoriker und Hochschullehrer
- Albert Steeger (1885–1958), Universalgelehrter
- Heinrich Plönes (1885–1956), Pädagoge und Schriftsteller
- Reinhard Boetzkes (1886–1967), Altphilologe und Gymnasiallehrer
- Rudolf Kömstedt (1887–1961), Kunst- und Architekturhistoriker
- Werner Jaeger (1888–1961), Philologe
- Hanna Meuter (1889–1964), Soziologin, Dozentin und Schriftstellerin
- Johannes Hessen (1889–1971), Philosoph und römisch-katholischer Theologe
- Hans Aloys Schmitz (1899–1973), Kinderpsychiater
- Urbanus Bomm (1901–1982), Benediktiner-Abt Maria Laach
- August Erkens (1908–1988), niederrheinischer Maler
- Johannes Menskes (1927–2021), Chorleiter und Dirigent
- Hans Klaps (1936–2015), Politiker (SPD)
- Heinrich Gillis Görtz (1940–2010), Maler und Grafiker
- Wolfgang Schiffer (* 1946), Schriftsteller
- Hartmut Mirbach (1949–2011), deutscher Fotograf und Maler
- Volker Kischkel (MOCK) (* 1953), Karikaturist
- Michael Heghmanns (* 1957), Jurist und Hochschullehrer
- Marcus Optendrenk (* 1969), Politiker (CDU)
- Dinçer Güçyeter (* 1979), Theatermacher, Lyriker, Herausgeber und Verleger

## Partnerstädte
- Caudebec-en-Caux